# 巴斯钢铁厂
巴斯钢铁厂（英語：Bath Iron Works）是一家位于美国缅因州巴斯肯纳贝克河畔的造船厂，主要生产私人用、商用和军用船舶。
巴斯钢铁厂于1844年由托马斯·W·海德將軍所建立，1995年被通用动力公司收购。

## 过往建造船只

### 护卫舰
- 奧利弗·哈澤德·派里號巡防艦
  - 克拉克號巡防艦(USS Clark (FFG-11)
  - 山謬·艾略特·摩里森號巡防艦(USS Samuel Eliot Morison (FFG-13)
  - 艾斯托辛號巡防艦(USS Estocin(FFG-15)
  - 克利夫頓·史伯格號巡防艦(USS Clifton Sprague(FFG-16)
  - 傑克·威廉斯號巡防艦(USS Jack Williams (FFG-24)
  - 蓋勒里號巡防艦(USS Gallery (FFG-26)
  - 史蒂芬·W·格羅夫號巡防艦(USS Stephen W. Groves (FFG-29)
  - 約翰·L·霍爾號巡防艦(USS John L. Hall(FFG-32)
  - 奧柏瑞·費齊號巡防艦(USS Aubrey Fitch(FFG-34)
  - 安德伍德號巡防艦(USS Underwood(FFG-36)
  - 道伊爾號巡防艦(USS Doyle(FFG-39)
  - 克拉克林號巡防艦(USS Klakring(FFG-42)
  - 德瓦特號巡防艦(USS De Wert(FFG-45)
  - 尼可拉斯號巡防艦(USS Nicholas(FFG-47)
  - 羅伯·G·布萊德雷號巡防艦(USS Robert G. Bradley (FFG-49)
  - 泰勒號巡防艦(USS Taylor (FFG-50)
  - 霍伊斯號巡防艦(USS Hawes (FFG-53)
  - 艾爾洛號巡防艦(USS Elrod (FFG-55)
  - 辛普森號巡防艦(USS Simpson (FFG-56)
  - 山謬·B·羅伯茲號巡防艦(USS Samuel B. Roberts (FFG-58)
  - 考夫曼號巡防艦(Kauffman (FFG-59)（英语：USS Kauffman (FFG-59)）

### 巡洋舰
- 提康德罗加级导弹巡洋舰
  - 汤马斯·S·盖茨号导弹巡洋舰(USS Thomas S. Gates(CG-51)（英语：USS Thomas S. Gates (CG-51)）
  - 菲律宾海号导弹巡洋舰(USS Philippine Sea(CG-58)
  - 诺曼底号导弹巡洋舰(USS Normandy(CG-60)（英语：USS Normandy (CG-60)）
  - 蒙特利号导弹巡洋舰(USS Monterey(CG-61)（英语：USS Monterey (CG-61)）
  - 科本斯号导弹巡洋舰(USS Cowpens(CG-63)（英语：USS Cowpens (CG-63)）
  - 葛底斯堡号导弹巡洋舰(USS Gettysburg(CG-64)（英语：USS Gettysburg (CG-64)）
  - 夏洛号导弹巡洋舰(USS Shiloh(CG-67)（英语：USS Shiloh (CG-67)）
  - 伊利湖号导弹巡洋舰(USS Lake Erie(CG-70)

### 驱逐舰
- 阿利·伯克级驱逐舰
  - 阿利·伯克号驱逐舰(USS Arleigh Burke(DDG-51)
  - 约翰·保罗·琼斯号驱逐舰(USS John Paul Jones(DDG-53)
  - 柯蒂斯·威尔伯号驱逐舰(USS Curtis Wilbur(DDG-54)
  - 约翰·S·麦凯恩号驱逐舰(USS John S. McCain(DDG-56)
  - 拉布恩号驱逐舰(USS Laboon(DDG-58)
  - 保罗·汉密尔顿号驱逐舰(USS Paul Hamilton(DDG-60)
  - 菲茨杰拉德号驱逐舰(USS Fitzgerald(DDG-62)
  - 卡尼号驱逐舰(USS Carney(DDG-64)
  - 冈萨雷斯号驱逐舰(USS Gonzalez(DDG-66)
  - 苏利文兄弟号驱逐舰(USS The Sullivans(DDG-68)
  - 霍珀号驱逐舰(USS Hopper(DDG-70)
  - 马汉号驱逐舰(USS Mahan(DDG-72)
  - 迪凯特号驱逐舰(USS Decatur(DDG-73)
  - 唐纳德·库克号驱逐舰(USS Donald Cook(DDG-75)
  - 希金斯号驱逐舰(USS Higgins(DDG-76)
  - 奥凯恩号驱逐舰(USS O'Kane(DDG-77)
  - 奥斯卡·奥斯汀号驱逐舰(USS Oscar Austin(DDG-79)
  - 温斯顿·S·丘吉尔号驱逐舰(USS Winston S. Churchill(DDG-81)
  - 霍华德号驱逐舰(USS Howard(USS-83)
  - 麦坎贝尔号驱逐舰(USS McCampbell(DDG-85)
  - 梅森号驱逐舰(USS Mason(DDG-87)
  - 查菲号驱逐舰(USS Chafee(DDG-90)
  - 莫姆森号驱逐舰(USS Momsen(DDG-87)
  - 尼采号驱逐舰(USS Nitze(DDG-94)
  - 班布里奇号驱逐舰(USS Bainbridge(DDG-96)
  - 法拉格特号驱逐舰(USS Farragut(DDG-99)
  - 格里德利号驱逐舰(USS Gridley(DDG-101)
  - 桑普森号驱逐舰(USS Sampson(DDG-102)
  - 斯特雷特号驱逐舰(USS Sterett(DDG-104)
  - 史托戴尔号驱逐舰(USS Stockdale(DDG-106)（英语：USS Stockdale (DDG-106)）
  - 韦恩·E·迈耶号驱逐舰(USS Wayne E. Meyer(DDG-108)
  - 杰森·邓汉姆号驱逐舰(USS Jason Dunham(DDG-109)
  - 斯普鲁恩斯号驱逐舰(USS Spruance(DDG-111)
  - 迈克尔·墨菲号驱逐舰(USS Michael Murphy(DDG-112)
  - 拉斐尔·比拉达号驱逐舰(USS Rafael Peralta(DDG-115)
  - 汤马斯·哈德纳号驱逐舰(USS Thomas Hudner(DDG-116)
  - 丹尼尔·井上号驱逐舰(USS Daniel Inouye (DDG-118)
  - 卡尔·M·莱文号驱逐舰(USS Carl M. Levin (DDG-120)
  - 约翰·巴西隆号驱逐舰(USS John Basilone (DDG-122)
  - 小哈维·C·巴纳姆号驱逐舰(USS Harvey C. Barnum Jr. (DDG-124)
  - 小路易斯·H·威尔逊号驱逐舰(USS Louis H. Wilson Jr. (DDG-126)
  - 帕特里克·加拉格号驱逐舰(USS Patrick Gallagher (DDG-127)
  - 威廉·夏尔特号驱逐舰(USS William Charette (DDG-130)
  - 昆廷·沃尔什号驱逐舰(USS Quentin Walsh(DDG-132)
  - 约翰·E·基尔默号驱逐舰(USS John E. Kilmer(DDG-134)
  - 理查德·G·卢加尔号驱逐舰(USS Richard G. Lugar(DDG-136)
  - J·威廉·米登道夫号驱逐舰(J. William Middendorf(DDG-138)（英语：USS J. William Middendorf (DDG-138)）
  - 汤马斯·G·凯利号驱逐舰(Thomas G. Kelley(DDG-140)（英语：USS Thomas G. Kelley (DDG-140)）
  - 迈克尔·G·马伦号驱逐舰(Michael G. Mullen(DDG-144)（英语：USS Michael G. Mullen）
  - 凯尔·卡本特号驱逐舰(Kyle Carpenter(DDG-148)（英语：USS Kyle Carpenter）
- 朱姆沃尔特级驱逐舰
  - 朱姆沃尔特号驱逐舰(USS Zumwalt(DDG-1000)
  - 迈克尔·蒙索尔号驱逐舰(USS Michael Monsoor(DDG-1001)
  - 林登·B·约翰逊号驱逐舰(USS Lyndon B. Johnson(DDG-1002)

## 外部連結

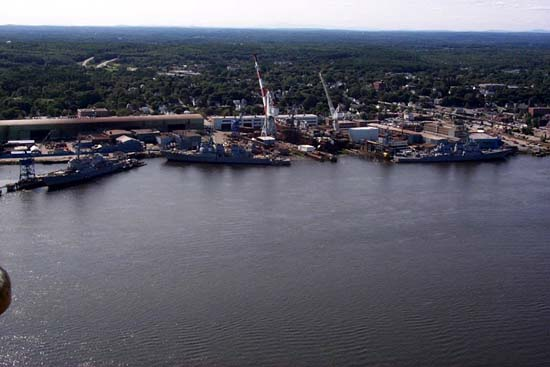
從布倫瑞克海軍航空站望向巴斯钢铁厂

- Bath Iron Works website 的存檔，存档日期2016-01-13.
- USS Samuel B. Roberts (FFG-58) under repair at BIW's Portland dry dock （页面存档备份，存于）

43°54′16″N 69°48′53″W / 43.904494°N 69.814746°W